# Klesów (stacja kolejowa)
Klesów (ukr. Клесів, ros. Клесов) – stacja kolejowa w miejscowości Klesów, w rejonie sarneńskim, w obwodzie rówieńskim, na Ukrainie. Położona jest na linii Kijów – Korosteń – Sarny – Kowel.
Stacja istniała przed II wojną światową.